# 夏日课堂
《夏日课堂》是一款由万代南梦宫娱乐开发并发行在PlayStation VR平台上的生活模拟类美少女游戏。在游戏中玩家需要扮演一名家庭教师，在7天的时间里与高中女生进行交流互动。本作的特色是允许玩家通过虚拟现实技术获得更拟真的互动体验。目前确定的女性角色为宫本光和以及新城知里，开发组也确定在游戏发售后会陆续增加新的游戏角色和游戏内容。
《夏日课堂》最初在2014年作为当时还被称作Project Morpheus的PlayStation VR的技术演示Demo之一公布，后确定作为商业游戏立项。在2016年10月13日作为PlayStation VR在日本地区的首发游戏软件之一发售，而繁体中文版在2017年4月发售。